# Air Doll
Air Doll (空気人形 Kūki Ningyō?, "Muñeca de aire") es una película dramática japonesa dirigida por Hirokazu Koreeda y estrenada en 2009. Se basa en la serie de manga homónima de Yoshiie Gōda, que fue serializada en la revista de manga de género seinen Big Comic Original, y trata sobre una muñeca sexual inflable que desarrolla conciencia propia y se enamora de un hombre. La película debutó en la sección Un Certain Regard en el 62 ° Festival de Cine de Cannes. Se estrenó en cines japoneses el 26 de septiembre de 2009.
De acuerdo al director Koreeda, la película trata sobre la soledad de la vida urbana y la pregunta de qué significa ser humano.

## Argumento
Hideo es un hombre de mediana edad vive solo con una muñeca inflable a la que él llama Nozomi (Bae Doona). La muñeca es su compañera más cercana; él la viste, habla con ella durante la cena, la lleva a pasear en una silla de ruedas y mantiene relaciones sexuales con ella. Mientras Hideo está trabajando, Nozomi súbitamente cobra vida. Ella se viste con su traje de mucama y explora el mundo fuera de su apartamento con asombro. Eventualmente toma un trabajo en una tienda de videos y se involucra sentimentalmente con uno de los empleados, Jun'ichi (Arata Iura). Cuando accidentalmente se corta y se desinfla, Junichi repara la fuga con cinta adhesiva y la vuelve a inflar. Un día, Hideo visita la tienda; ella lo atiende, avergonzada, pero él no la reconoce. Su jefe supone que Hideo es su novio y que está engañando a Jun'ichi. Nozomi le permite tener relaciones sexuales con ella a cambio de su silencio. En su casa, Hideo descubre que Nozomi ya no es una muñeca. Él le pide que regrese a su forma inerte, ya que considera las relaciones humanas como "molestas". Herida, ella huye de él. Nozomi va a la fábrica donde fue creada y conoce a su creador. Él le dice que él cree que todas las muñecas tienen un corazón, ya que cuándo son devueltas él puede ver en sus rostros el tipo de tratamiento que recibieron de sus dueños. Cuando ella pregunta qué sucede con las muñecas usadas, él dice que las tira a la basura.
Nozomi le dice a Jun'ichi que hará lo que quiera por él. Él le pide que suelte su aire y lo deje volverla a inflar como lo hizo en la tienda de videos. Luego, mientras duerme, ella intenta devolver el favor; al no encontrar un tapón, lo corta con unas tijeras e intenta detener el flujo de sangre con cinta adhesiva. Jun'ichi muere y ella deja tira su cuerpo a la basura. Con el corazón roto, ella saca la cinta que sella su propia herida y se deja desinflar lentamente, para ser recogida con la basura.

## Reparto

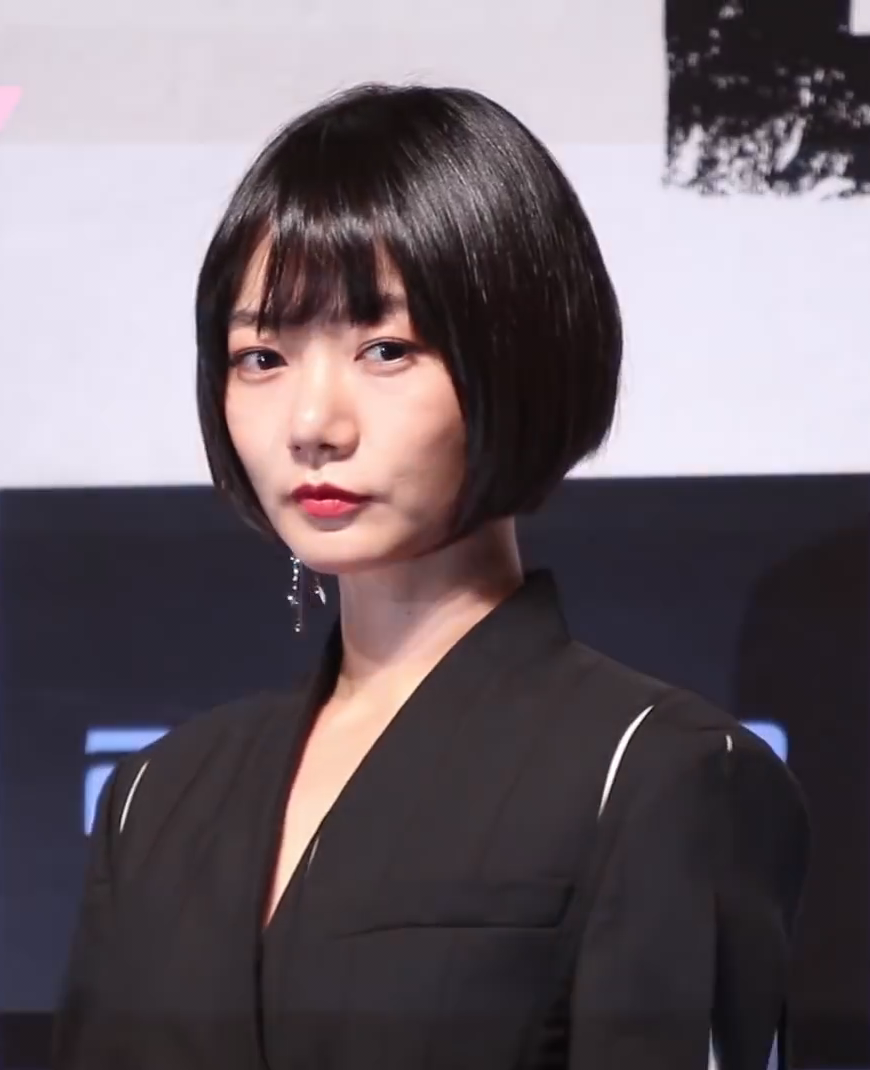
Bae Doona, protagonista de la película.

- Bae Doona como Nozomi.
- Arata Iura como Jun'ichi.
- Itsuji Itao como Hideo.
- Joe Odagiri como Sonoda.
- Sumiko Fuji como Chiyoko.
- Masaya Takahashi como Keiichi.
- Susumu Terajima como Todoroki.
- Kimiko Yo como Yoshiko.

## Recepción
Air Doll recibió reacciones mixtas de los críticos. El sitio web de agregación de críticas Rotten Tomatoes informa que el 43% de 21 críticos profesionales dieron a la película una puntuación positiva.
La reacción durante el debut de la película en Cannes fue igualmente mixta, con los críticos elogiando la actuación de Bae Doona, pero criticando la duración de la película y la falta de sustancia. Dan Fainaru de Screen International describió la película como un "núcleo narrativo bastante delgado" y el enfoque de su director como "demasiado difuso", pero concluyó que podría ser "un trabajo agradable" en las condiciones adecuadas. Escribiendo para Variety, Dan Ellery dijo que la película tendría potencial si se cortara hasta quedar en unos 90 minutos, pero que "en su forma actual, la película podría no llegar mucho más lejos que el purgatorio de los festivales". En contraste, Maggie Lee de The Hollywood Reporter describió el film como "una meditación dolorosamente hermosa sobre la soledad y el anhelo en la ciudad" y sugirió que sus temas atraerían particularmente a las audiencias femeninas.